# お茶の水女子大学
お茶の水女子大学（おちゃのみずじょしだいがく、英語: Ochanomizu University）は、東京都文京区大塚二丁目1番1号に本部を置く日本の国立大学。1875年創立、1949年大学設置。大学の略称はお茶大、お茶女。

## 概観

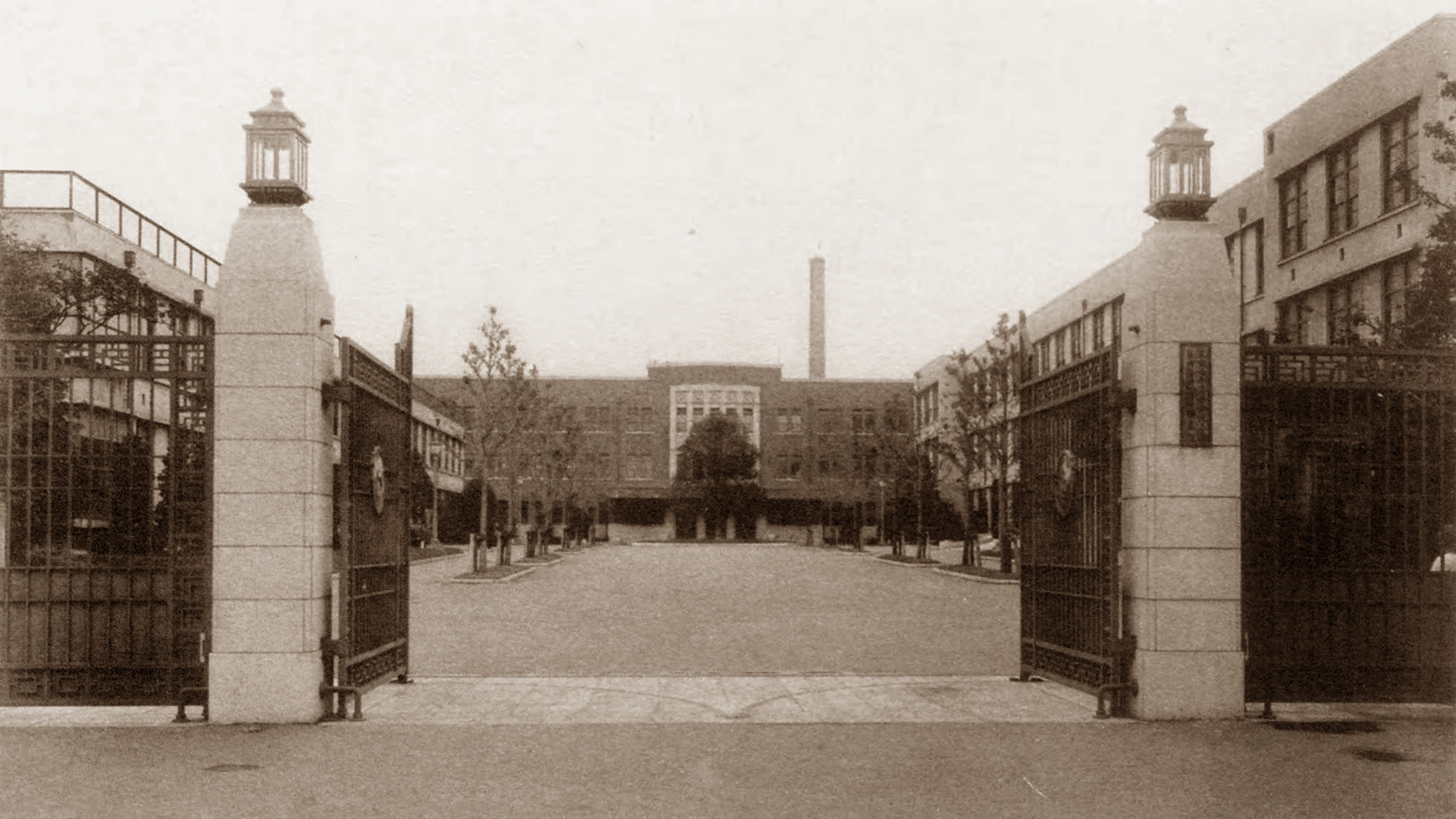
旧制東京女子高等師範学校（1936年）

同学は1875年に開校した官立の「東京女子師範学校」が起源である。1885年に東京師範学校（現・筑波大学）の女子部となり合併されたが、1890年に分離し女子高等師範学校となる。1908年、奈良女子高等師範学校（現：奈良女子大学）の設置に伴い「東京女子高等師範学校」と改称する。第二次世界大戦後の1950年、国立学校設置法により新制大学「お茶の水女子大学」となり、国立の女子大学として現在に至る。
当初は東京師範学校とともに御茶ノ水にあった。関東大震災（1923年）で校舎を焼失したことや、東京女子高等師範学校の敷地の一部を間借りしていた東京高等歯科医学校（現在の東京科学大学 医歯学系）が建物の拡張の必要に迫られたことなどから、東京師範学校とともに現在の大塚の地に移転した。
大塚の地にあるので校名を「大塚女子大学」にしようとする話も持ち上がったが、「塚」の字は墓を意味するので縁起が悪いという反対があり、学校発祥の地である「お茶の水」を名乗ることとなる。学校発祥の地の最寄り駅は御茶ノ水駅の表記だが、大学の最初の「お」と中の「の」は平仮名表記である。現在は、茗荷谷駅・護国寺駅近く、正門はちょうど日本図書センターの向かいにある。
国立の女子大学は、お茶の水女子大学と奈良女子大学の2校のみであり、女子大の双璧として、長年にわたり多数の人材を輩出してきた。
一般社団法人桜蔭会は、お茶の水女子大学卒業生の同窓会である。
トランスジェンダーの学生を2020年度より受け入れることになった。
同じキャンパス内に、お茶の水女子大学・大学院のほか、お茶の水女子大学いずみナーサリー（学生・教職員向け乳児保育施設）、文京区立お茶の水女子大学こども園、お茶の水女子大学附属幼稚園、お茶の水女子大学附属小学校、お茶の水女子大学附属中学校、お茶の水女子大学附属高等学校がある。

### 大学憲章
2004年（平成16年）の国立大学法人化に伴い、次の標語を掲げ、この下に大学憲章を定めている。
「お茶の水女子大学は、学ぶ意欲のあるすべての女性にとって、 真摯な夢の実現の場として存在する。」

## 沿革

### 前身
- 1875年（明治8年）- 東京女子師範学校が開校。
- 1885年（明治18年）- 東京師範学校に合併され、東京師範学校女子部と改称。
- 1890年（明治23年）
  - 東京師範学校から高等師範学校への改組に伴い、同校より分離・独立し、女子高等師範学校と改称。校名から「東京」の文字が除かれる。
- 1908年（明治41年）- 奈良女子高等師範学校（現 奈良女子大学）の設置に伴い、東京女子高等師範学校（女高師）へ改称。再び校名に「東京」の文字が加わる。

### 校地の変遷
- 1. 本郷区（現：文京区）湯島
  - 御茶ノ水湯島聖堂構内（現：東京科学大学 医歯学系所在地）
  - 東京高等師範学校（筑波大学の前身）と同敷地内であった。
- 2. 小石川区（現：文京区）大塚（現在地）
  - 関東大震災後の1932年（昭和7年）、同じ敷地内にあった東京高等歯科医学校（東京科学大学 医歯学系の前身）の校地拡張に伴い、湯島から移転。

### 新制大学
- 1949年（昭和24年）
  - 5月31日- 国立学校設置法により、お茶の水女子大学（新制大学）となる。
    - 設置学部 - 文学部・理家政学部の2学部
    - 東京女子高等師範学校は包括され、お茶の水女子大学東京女子高等師範学校となる。

  - 11月5日 - 東京女子高等師範学校創立75周年・お茶の水女子大学開学記念式典を挙行。
- 1950年（昭和25年）4月1日
  - 国立学校設置法の一部改正により、文教育学部・理学部・家政学部の3学部とする。
  - 幼稚園教員臨時養成課程を設置。
- 1952年（昭和27年）4月1日
  - 国立学校設置法の一部改正により、東京女子高等師範学校が廃止。
  - 附属高等学校・中学校・小学校・幼稚園は、いずれもお茶の水女子大学文教育学部附属学校となる。
- 1954年（昭和29年）4月1日
  - 家政学部に家政学専攻科、産業教育教員養成課程を設置。
- 1955年（昭和30年）4月1日 - 文教育学部に文教育学専攻科を設置。
- 1956年（昭和31年）4月1日 - 理学部に理学専攻科を設置。
- 1959年（昭和34年）4月1日 - 家政学部に附属食物化学研究施設を設置。
- 1963年（昭和38年）4月1日
  - 家政学専攻科を廃止し、大学院家政学研究科（修士課程・3専攻）を設置。
  - 産業教育教員養成課程を家庭科教員養成課程と改称。
- 1964年（昭和39年）4月1日 - 理学専攻科を廃止し、大学院理学研究科（修士課程・4専攻）を設置。
- 1966年（昭和41年）4月1日 - 大学院人文科学研究科（修士課程・7専攻）を設置。
- 1967年（昭和42年）10月11日 - 電子計算機室を設置。
- 1968年（昭和43年）4月1日 - 家政学部に家庭経営学科を設置。
- 1970年（昭和45年）
  - 3月 - 幼稚園教員臨時養成課程を廃止。
  - 4月1日 - 理学部に附属臨海実験所を設置。
  - 10月28日 - ラジオアイソトープ実験室を設置。
- 1972年（昭和47年）
  - 4月1日 - 大学院家政学研究科に家庭経営学専攻を設置。
  - 5月1日 - 保健管理センターを開設。
- 1973年（昭和48年）4月1日 - 文教育学専攻科を廃止し、大学院人文科学研究科に舞踊教育学専攻を設置。
- 1975年（昭和50年）
  - 4月1日 - 女性文化資料館を設置。
  - 11月1日 - （前身も合わせ）創立100周年記念式典を挙行。
- 1976年（昭和51年）6月1日 - 大学院人間文化研究科（博士課程・2専攻）を設置。
- 1977年（昭和52年）4月1日
  - 文教育学部文学科を国文学科と外国文学科に改組。
  - 大学院人間文化研究科に人間環境学専攻を設置。
- 1980年（昭和55年）4月1日
  - 家政学部附属食物化学研究施設を廃止し、生活環境研究センターを設置。
  - 附属学校部の組織に伴い、附属の高等学校、中学校、小学校、幼稚園が文教育学部附属から大学附属となる。
- 1982年（昭和57年）4月1日 - 文教育学部の教育学科を教育学科と舞踊教育学科に改組。
- 1986年（昭和61年）4月5日 - 女性文化資料館を女性文化研究センターに改称。
- 1988年（昭和63年）10月1日 - 電子計算機室を情報処理センターに改称。
- 1990年（平成2年）4月1日 - 理学部に情報科学科を設置。
- 1991年（平成3年）4月1日 - 大学院人文科学研究科に日本言語文化専攻を設置。
- 1992年（平成4年）10月1日 - 家政学部を生活科学部に改称。
- 1994年（平成6年）4月1日 - 大学院理学研究科に情報科学専攻を設置。
- 1995年（平成7年）11月8日 - 創立120周年記念式典を挙行。
- 1996年（平成8年）
  - 3月31日 - 女性文化研究センターを廃止。
  - 4月1日 - 文教育学部の学科を改組。
    - 改組前 - 哲学科、史学科、地理学科、国文学科、外国文学科、教育学科、舞踊教育学科（7学科）
    - 改組後 - 人文科学科、言語文化学科、人間社会科学科、芸術・表現行動学科 （4学科）

  - 5月11日 - ジェンダー研究センターを設置。
- 1997年（平成9年）4月1日
  - 大学院人文科学・理学・家政学研究科（修士課程）を廃止し、大学院人間文化研究科（博士前期課程・6専攻）に改組。
  - 大学院人間文化研究科（博士後期課程）複合領域科学専攻を設置。
- 1998年（平成10年）4月1日 - 大学院人間文化研究科（博士後期課程）の人間発達学専攻を人間発達科学専攻に、人間環境学専攻を人間環境科学専攻に改組。
- 1999年（平成11年）4月1日 - 大学院人間文化研究科（博士後期課程）の比較文化学専攻を比較社会文化学専攻および国際日本学専攻に改組。
- 2001年（平成13年）4月1日 - 留学生センターを設置。
- 2002年（平成14年）
  - 4月24日 - 子どもの発達研究センターを設置。
- 2003年（平成15年）
  - 4月1日
    - 子どもの発達研究センターを子ども発達教育研究センターに改称。
    - 情報処理センターを総合情報処理センターに改称。

  - 5月21日 - 糖鎖科学研究教育センターを設置
  - 6月18日 - ライフワールド・ウオッチセンター（LWWC）を設置。
  - 7月23日
    - ソフトマター研究センター、開発途上国女子教育協力センターを設置。
- 2004年（平成16年）4月1日
  - 国立大学法人法により、国立大学法人お茶の水女子大学となる。
  - 附属臨海実験所を湾岸生物教育研究センターに改称。
  - ラジオアイソトープ実験室をラジオアイソトープ実験センターに改称。
  - 比較日本学研究センター、語学センターを設置。
- 2005年（平成17年）4月1日
  - 留学生センターを国際教育センターに改称。
  - サイエンス＆エデュケーションセンター、学生支援センター、いずみナーサリーを設置。
- 2016年（平成28年）
  - 4月1日 - 全国初となる公設・国営型の認定こども園「文京区立お茶の水女子大学こども園」を開設[6]。
- 2019年（平成31年）3月28日 - 国際交流留学生プラザ開設[7]。設計は隈研吾建築都市設計事務所[8]。滝久雄夫妻の寄付を中心に建設されたため「Hisao & Hiroko TAKI PLAZA」の英語名がある[9]。
- 2022年（令和4年）4月1日 - 理系女子育成啓発研究所を設置（理系女子教育開発研究機構からの改組）[10]。
- 2024年（令和6年）4月1日 - 共創工学部を設置[11]。

## 基礎データ

### 所在地
- 大塚キャンパス（東京都文京区大塚2-1-1）
- 敷地面積： 113,714 ㎡
  - 大学だけでなく附属校も全てキャンパス内に併設されている。

### 象徴

#### 校章
お茶の花のデザインである。なお、お茶の水女子大学附属中学・高校の校章は、女高師時代の校章を受け継いだ、蘭、菊、鏡のデザインである。また、蘭組、菊組、梅組というクラス名や中学生のセーラー服に付けるベルトなどに女高師附属からの伝統を残している。

#### 校歌
校歌『みがかずば』は日本初の校歌である。お茶の水女子大学の前身である東京女子師範学校開校の際、1875年（明治8年）12月に明治天皇の皇后（昭憲皇太后）から下賜された御製歌。当時の宮内省雅楽課二等伶人だった東儀季煕によって雅楽調の曲が作られた。その後1896年（明治29年）に西洋風の旋律に編曲されたとされる。校歌は「宝石も鏡も研磨しないと光り輝くことはない。学問もこのようなものです」ということを歌っている。
校歌『みがかずば』
みがかずば
玉も鏡も
何かせむ
まなびの道も
かくこそありけれ

#### 学長
佐々木 泰子（ささき やすこ）（2021年4月1日 - 現在）

## 組織

### 学部・学科
- 文教育学部
  - 人文科学科
    - コース
      - 哲学・倫理学・美術史コース
      - 比較歴史学コース
      - 地理学コース

  - 言語文化学科
    - コース
      - 日本語・日本文学コース
      - 中国語圏言語文化コース
      - 英語圏言語文化コース
      - 仏語圏言語文化コース

  - 人間社会科学科
    - コース
      - 社会学コース
      - 教育科学コース
      - こども学コース

  - 芸術・表現行動学科
    - コース
      - 舞踊教育学コース
      - 音楽表現コース

  - グローバル文化学環
  - 注：人文科学科、言語文化学科、人間社会科学科の学生は、2年進級時に各学科のコース、または還が提供する「主プログラム」を選択。

- 理学部
  - 数学科
  - 物理学科
  - 化学科
  - 生物学科
  - 情報科学科

- 生活科学部
  - 食物栄養学科
  - 人間生活学科
  - 心理学科
    - 注：2年進級時に各講座が提供する「主プログラム」を選択する。

- 共創工学部
  - 人間環境工学科
  - 文化情報工学科

### 研究科・専攻
- 人間文化創成科学研究科[14]
  - 比較社会文化学専攻
    - 博士前期課程
      - 日本語日本文学コース
      - アジア言語文化学コース
      - 英語圏・仏語圏言語文化学コース
      - 日本語教育コース
      - 思想文化学コース
      - 歴史文化学コース
      - 生活文化学コース
      - 舞踊・表現行動学コース
      - 音楽表現学コース

    - 博士後期課程
      - 国際日本学領域
      - 言語文化論領域
      - 比較社会論領域
      - 表象芸術論領域

  - 人間発達科学専攻
    - 博士前期課程
      - 教育科学コース
      - 心理学コース
      - 発達臨床心理学コース
      - 応用社会学コース
      - 保育・児童学コース

    - 博士後期課程
      - 教育科学領域
      - 心理学領域
      - 発達臨床心理学領域
      - 社会学・社会政策領域
      - 保育・児童学領域

  - ジェンダー社会科学専攻
    - 博士前期課程
      - 生活政策学コース
      - 地理環境学コース
      - 開発・ジェンダー論コース

    - 博士後期課程
      - ジェンダー論領域

  - ライフサイエンス専攻
    - 博士前期課程
      - 生命科学コース
      - 人間・環境科学コース
      - 食品栄養科学コース
      - 遺伝カウンセリングコース

    - 博士後期課程
      - 生命科学領域
      - 人間・環境科学領域
      - 食品栄養科学領域
      - 遺伝カウンセリング領域
      - 疾患予防科学領域

  - 理学専攻
    - 博士前期課程
      - 数学コース
      - 物理科学コース
      - 化学・生物化学コース
      - 情報科学コース

    - 博士後期課程
      - 数学領域
      - 物理科学領域
      - 化学・生物化学領域
      - 情報科学領域

### 付属機関
- 付属図書館
- 学内共同教育研究施設
  - 教育開発センター
  - 外国語教育センター
  - 総合学修支援センター
  - リーディング大学院推進センター
  - グローバル教育センター
  - グローバル協力センター
  - グローバル人材育成推進センター
  - 生活環境教育研究センター
  - 糖鎖科学教育研究センター
  - ソフトマター教育研究センター
  - 比較日本学教育研究センター
  - 生命情報学教育研究センター
  - シミュレーション科学教育研究センター
  - 教育研究特設センター
  - 情報基盤センター
  - 共通機器センター
  - ラジオアイソトープ実験センター
  - 動物実験施設
  - 湾岸生物教育研究センター
  - サイエンス＆エデュケーションセンター
  - ライフワールド・ウオッチセンター
  - 学生・キャリア支援センター
- 附属学校園[15]
  - お茶の水女子大学附属幼稚園（男女共学）

1876年（明治9年）に創立された日本で初めての幼稚園である。教育学者・倉橋惣三の理論に基づく優れた幼児教育を行っている。
  - お茶の水女子大学附属小学校（男女共学）

1877年（明治10年）創立。女子大の附属小学校だが、男子児童もいる共学校である。
  - お茶の水女子大学附属中学校（男女共学）

1947年（昭和22年）東京女子高等師範学校附属高等女学校が新制中学校と高校に分かれてできた中学校。中学までは共学である。制服は、男子は詰襟。女子はセーラー服に校章入りベルト（通称「お茶中ベルト」）を付ける。
  - お茶の水女子大学附属高等学校（女子校）

1882年（明治15年）創立。東京女子高等師範学校（女高師）附属高等女学校だった時代から「お茶の水」の通称で呼ばれる女子高。お茶の水女子大との高大連携により、同大学への内部進学（人数限定）や大学の授業を受講できる制度などがある。
  - お茶の水女子大学いずみナーサリー（保育所）

2002年（平成14年）創立。当初は教職員や学生の福利厚生のための保育所だったが、2005年に乳幼児の発達過程の研究施設として大学附属となった。実際、乳幼児を抱えて研究を続ける大学院生もおり、女子大ならではの施設である。
  - 文京区立お茶の水女子大学こども園（男女共学）

2016年（平成28年）創立。文京区から委託されて同大学が運営する保育所型認定こども園。
- 附属施設
  - 大学院人間文化創成科学研究科附属心理臨床相談センター
- 寄宿舎
- 学生会館及
- 課外活動共用施設

## 教育および研究

### 教育

#### 複数プログラム選択履修制度
文教育学部芸術・表現行動学科と生活科学部食物栄養学科以外の学部生は、第1のプログラムとして、所属する学科（コース・講座・環）の開設する「主プログラム」が必修となる。次に、第2のプログラムを選択。専門領域に深く特化するなら「強化プログラム」（主プログラムと同一名のプログラムを選択）、複数の専門領域を横断的に学ぶなら「副プログラム」（主プログラムとは別のプログラムを履修）、領域融合型・学際型を目指すなら「学際プログラム」を履修する。さらに希望者は、第3のプログラムとして、副プログラム、または学際プログラムを選択できる。第3のプログラムは、他学科、他学部の提供するプログラムからも選択できるが、学際プログラムについては、理系学科提供のプログラムを、文系学科所属の学生は履修できない。なお、文教育学部芸術・表現行動学科の学生は舞踊教育学専修プログラムまたは音楽表現専修プログラム、生活科学部食物栄養学科の学生は食物栄養学専修プログラムという4年一貫の専修プログラムにしたがって学修することになるが、ニーズに応じて第3のプログラムとして副プログラムまたは学際プログラムを選択できる。
- 主プログラム・強化プログラム
  - 文教育学部
    - 人文科学科 - 哲学・倫理学・美術史、比較歴史学、地理環境学
    - 言語文化学科 - 日本語・日本文学、中国語圏言語文化、英語圏言語文化、仏語圏言語文化
    - 人間社会科学科 - 社会学、教育科学、こども学
    - グローバル文化学環 - グローバル文化学（主プログラムのみで、強化プログラムはない）

  - 理学部
    - 数学科 - 数学
    - 物理学科 - 物理学
    - 化学科 - 化学
    - 生物学科 - 生物学
    - 情報科学科 - 情報科学

  - 生活科学部
    - 人間・環境科学科 - 人間・環境科学
    - 人間生活学科 - 生活社会科学、生活文化学
    - 心理学科 - 心理学
- 副プログラム
  - 文教育学部
哲学・倫理学・美術史、比較歴史学、地理環境学、日本語・日本文学、中国語圏言語文化、英語圏言語文化、仏語圏言語文化、日本語教育、社会学、舞踊教育学、音楽表現
  - 理学部
数学、物理学、化学、生物学、情報科学
  - 生活科学部
人間・環境科学、発達臨床心理学、公共政策論、ジェンダー論、生活文化学
- 学際プログラム
  - 文教育学部
教育科学・こども学、グローバル文化学（グローバル文化学環が提供）
  - 理学部
応用数理（数学科、物理学科、情報科学科が提供）、物理・化学（物理学科、化学科が提供）、ケミカルバイオロジー（化学科、生物学科が提供）、生命情報学（生物学科、化学科、情報科学科が提供）
  - 生活科学部
消費者学（人間生活学科が提供）

### 研究

#### 21世紀COEプログラム
以下の2件が文部科学省の21世紀COEプログラムに採択された。
- 2002年度
人文科学
  - 誕生から死までの人間発達科学

- 2003年度
学際、複合、新領域
  - ジェンダー研究のフロンティア

## 学生寮[16]
- お茶大SCC（学部1・2年生向け）
- 音羽館（学部1～4年生と留学生向け）
- 小石川寮（大学院生向け）

## 対外関係

### 国内

#### 学際生命科学東京コンソーシアム
2010年、東京医科歯科大学などとともに学際生命科学東京コンソーシアム（東京医科歯科大学、お茶の水女子大学、学習院大学、北里大学）を設立した。

#### 学部学生交流協定に基づく単位互換制度
早稲田大学　一橋大学、東京工業大学、東京芸術大学、東京外国語大学、東京海洋大学、共立女子大学生活科学部との間に学部間単位互換制度がある。

#### 附属図書館相互利用協定
跡見学園女子大学図書館、日本女子大学図書館。

### 海外

#### 交流協定校
（締結日）
- アジア
  -  韓国
    - 淑明女子大学校 (2000.02.14)
    - 梨花女子大学校 (2000.02.28)
    - 同徳女子大学校 (2005.03.30)
    - 韓国芸術総合学校舞踊院 (2011.01.17)
    - 慶北大学校 (2011.06.22)
    - 釜山大学校 (2012.03.21)
    - 啓明大学校 (2013.07.09)
    - 建国大学校 (2014.03.21)
    - 高麗大学校 (2015.02.24)
    - 釜山外国語大学校 (2016.07.12)

  -  中国
    - 北京大学歴史学系 (2002.01.26)
    - 北京外国語大学 (2005.10.17)
    - 大連外国語大学 (2006.10.02)
    - 復旦大学歴史学系 (2010.10.17)

  -  台湾
    - 国立台湾大学 (1999.12.17)
    - 国立政治大学 (2001.07.25)
    - 国立台北芸術大学 (2002.01.29)
    - 開南大学 (2012.05.25)
    - 台北医学大学 (2018.03.22)
    - 東海大学(2021.12.30)
    - 東呉大学(2023.07.10)

  -  タイ
    - アジア工科大学院 (2004.12.29)
    - タンマサート大学 (2007.06.13)
    - プリンス・オブ・ソンクラー大学 (2009.08.14)
    - チエンマイ大学 (2010.05.27)

  -  ベトナム
    - ベトナム国家大学ハノイ校教育学部 (2008.03.03)
    - ベトナム国家大学ハノイ校 (2013.02.18)
    - ベトナム科学技術アカデミー・ゲノム機関 (2013.10.15)

  -  インドネシア
    - インドネシア芸術大学デンパサール校 (2014.01.10)
    - 国立インドネシア大学(2021.08.26)

  -  トルコ
    - アンカラ大学 (2007.08.08)
    - アルザフラー大学 (2018.04.18)
- オセアニア
  -  オーストラリア
    - シドニー工科大学(2021.04.07)
    - ニューサウスウェールズ大学 (2011.9.30)

  -  ニュージーランド
    - オタゴ大学 (2003.12.19)
- アフリカ
  -  エジプト
    - マンソウラ大学 (2003.03.30)
    - カイロ大学 (2007.03.15)

- 北アメリカ
  -  アメリカ合衆国
    - パデュー大学 (2004.01.26)
    - ヴァッサー大学 (2006.06.01)
    - オルブライト大学(2015.04.27)
    - カリフォルニア大学デービス校 (2010.9.30)
    - 南オレゴン大学 (2012.10.22)
    - カリフォルニア大学リバーサイド校 (2014.04.14)
    - カリフォルニア州立大学フラトン校 (2015.12.22)
    - チャタム大学 (2016.02.16)
    - ミルズカレッジ (2018.07.13)

  -  カナダ
    - マギル大学 (2015.04.29)
    - カモーソンカレッジ(2020.09.10)
    - ブレシア大学(2015.04.29)
- 南アメリカ
  -  ブラジル
    - サンパウロ大学 (2016.08.23)
- ヨーロッパ
  -  イギリス
    - イースト・アングリア大学(2021.03.25)
    - オックスフォード大学クイーンズコレッジ (1994.01.18)
    - オックスフォード大学リネカーカレッジ (2017.09.19)
    - ロンドン大学東洋・アフリカ研究学院 (1999.08.05)
    - セントラル・ランシャカー大学(2022.02.08)
    - ロンドン大学キングスカレッジ (2013.12.02)
    - ロンドン大学バークベックカレッジ (2017.07.01)
    - プリマス大学(2018.08.18)
    - マンチェスター大学 (2009.9.15)
    - ハル大学 (2013.10.12)
    - キングス・カレッジ・ロンドン (2013.12.02)

  -  フランス
    - ストラスブール大学 (2002.07.05)
    - パリ・ディドロ（パリ第7）大学 (2008.02.01)
    - ブレーズ・パスカル（クレルモン第2）大学 (2009.08.28)
    - ボルドー第一大学 (2011.03.01)
    - パリ市立工業物理化学高等専門大学 (2014.10.08)
    - フランス研究開発機関 (2014.11.24)
    - ヨーロッパ理工学院パリ・デジタルイノベーション大学院
(EPITECH) (2015.11.09)

  -  ドイツ
    - バーギシェ・ブッパタール大学 (2002.2.24)
    - ケルン大学 (2010.3.18)
    - ブレーメン応用科学大学 (2011.1.21)

  -  イタリア
    - ナポリ大学オリエンターレ (2011.1.11)
    - ローマ・ラ・サピエンツァ大学 (2012.7.12)
    - コッレージョ・ヌォーヴォ (2013.3.25)

  -  スペイン
    - ブルゴス大学 (2018.3.01)

  -  オーストリア
    - ウィーン工科大学 (2002.12.5)

  -  スロバキア
    - スロバキア工科大学 (2003.3.4)

  -  チェコ
    - プラハ・カレル大学 (2004.9.7)

  -  ポーランド
    - ワルシャワ大学 (2010.2.10)

  -  ルーマニア
    - ブカレスト大学 (2009.08.03)

  -  ノルウェー
    - ノルウェー科学技術大学 (2017.9.18)

  -  スウェーデン
    - ダーナラ大学 (2012.01.12)

  -  フィンランド
    - タンペレ大学 (2003.02.13)
    - セントリア先端科学大学 (2009.12.01)

  -  ロシア
    - トムスク国立教育大学 (2002.07.3)

## 進路
伝統的に教職に強いといわれているが、実際の就職先はIT業界から金融、メーカー、公務員と多岐にわたっている。また、学部全体で大学院への進学率が30%（理学部では50%以上）を超えている。

## 大学関係者一覧
関連校として桜蔭中学・高校がある。桜蔭中学校・高等学校はお茶の水女子大学の同窓会である桜蔭会によって設立された私立学校であり、校長・理事は桜蔭会の中から選出されている。今も教職員にはお茶の水女子大の卒業生が多く、女子高等師範学校以来のお茶の水女子大学の校風は同校の信条である「礼と学びの心」に受け継がれている。